# 瓷器犬
瓷器犬（法語：Porcelaine）瓷器犬是結實的獵犬，源於法國東部法蘭琪-康堤大區，因此別名為法蘭西公爵犬（Chien de Franche-Comte）。 潔白的皮毛讓他們看起來高貴優雅，即使在遠處也能一眼就認出。

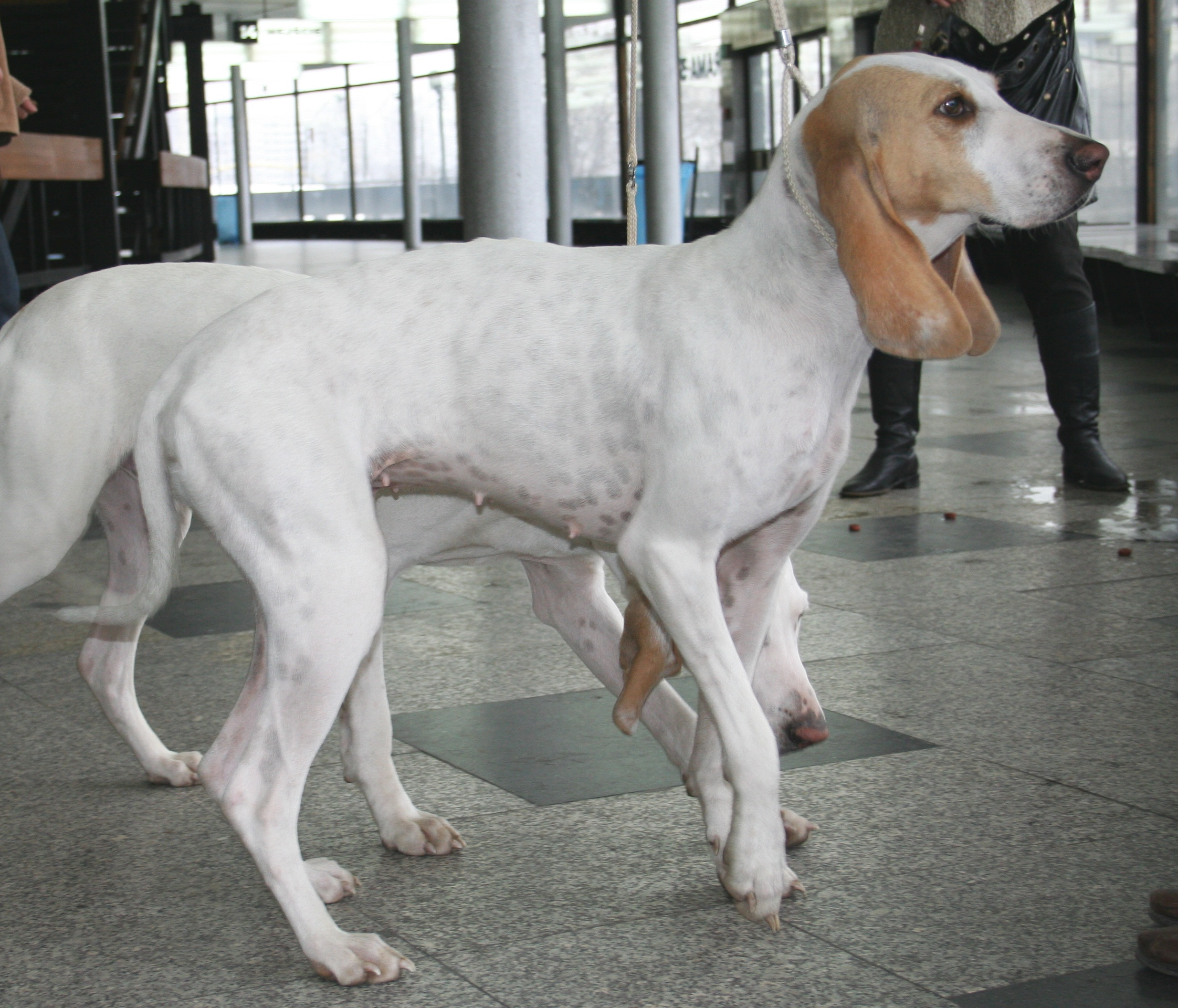
一只瓷器犬

## 历史
据认为是法国最古老的嗅觉猎犬，有现已不存在的蒙泰波弗犬（Montemboeuf）演变而来。曾在法国大革命是灭绝，但在19世纪中叶又由瑞士的爱狗者重新培育出。

## 身体结构
纯白色短而细微的毛皮，又是耳朵上还会有橘黄色的斑纹。头型优美，长耳，体格轻巧却很健壮。身高约56-58厘米，体重约25-28公斤。有非常敏锐的嗅觉，以及优美有如音乐般的叫声。